# Vitz-sur-Authie

Vitz-sur-Authie este o comună în departamentul Somme, Franța. În 1 ianuarie 2022 avea o populație de 135 de locuitori.